# Шампольон, Жак-Жозеф
Жак-Жозе́ф Шампольо́н (фр. Jacques-Joseph Champollion), известный как Шампольон-Фижак (Champollion-Figeac; 5 декабря 1778, Фижак — 9 мая 1867, Фонтенбло) — французский библиограф, профессор палеографии и археолог. Старший брат Жан-Франсуа Шампольона, с которым был тесно связан в течение всей жизни; являлся его первым учителем, оказывал ему материальную поддержку, публиковал после его ранней кончины труды по древнеегипетскому языку и письменности.
В принадлежавшем ему доме в Вифе с 1986 года открыт музей его прославленного брата (фр.).

## Биография и учёная деятельность
Состоял поначалу библиотекарем в городской публичной библиотеке в Гренобле, затем профессором греческой литературы там же; в 1828 году был назначен хранителем отделения рукописей по истории Франции в королевской библиотеке в Париже; был профессором в Школе хартий (1830—1848). Смещённый с кафедры в 1848 году, Шампольон-Фижак в следующем году был назначен библиотекарем в Фонтенбло.
Под влиянием своего брата, известного египтолога, он занялся изучением греческих источников египетской истории, результатом чего явилось его сочинение «Annales des Lagides» (1819).
Затем Шампольон-Фижак посвятил себя, главным образом, исследованию памятников и источников истории Франции, из которых многие были изданы им под заглавием «Documents historiques inédits tirés des collections manuscrites de la bibliothèque royale» (Париж, 1841—1850). Весьма ценным палеографическим трудом является его сочинение «Chartes latines sur papyrus du VI-e siècle» (П., 1837); кроме того, ему принадлежат: «L’écriture démotique» (1843); «Fourier et Napoléon» (1844); «Le Palais de Fontainebleau, ses origines, son histoire etc.» (1866).
Для роскошного издания Сильвестра (фр.) «Paléographie universelle» (1839—1941) Шампольон-Фижак и его сын Эмэ написали текст.
Похоронен на кладбище Фонтенбло.